# 超声造影剂
超声造影剂是在超声成像中用来增强图像对比度的物质。一般为微米量级直径的包膜微气泡，通过静脉注射进入血液循环系统，以增强超声波的反射强度,从而达到超声造影成像的目的。
超声造影剂注入血管后，可以改变组织的超声特性（如背向散射系数、衰减系数、声速及非线性效应）产生造影效果，增强效果取决于超声造影剂的浓度、尺寸以及超声发射频率。它的最基本性质就是能增强组织的回波能力，可在B型超声成像中提高图像的清晰度和对比度。其非线性效应产生一定能量的谐波分量，利用谐波成像和谐波Doppler技术可测量体内微小血管血流与组织灌流，能抑制不含超声造影剂的组织运动在基频上产生的杂波信号，大大提高信噪比。

## 结构与原理

### 超声造影成像原理
造影剂微气泡在超声的作用下会发生振动，散射强超声信号。这也是超声造影剂的最重要的特性——增强背向散射信号。例如在B超中，通过往血管中注入超声造影剂，可以得到很强的B超回波，从而在图像上更清晰的显示血管位置和大小。
接收到的超声强度是入射强度和反射体的散射截面的函数。散射截面是与频率的四次方和散射体半径的六次方成正比，这对所有的造影剂介质都适用。理论上，通过简单的计算就可以看到气泡粒子的散射截面要比同样大小的固体粒子（例如铁）大1亿倍。这也是气泡组成的造影剂的造影效果比别的散射体优越的原因所在。
气泡散射还有一个十分有意义的特性——气泡共振。当入射声波的频率与气泡共振频率一致时，入射声波的能量全部被气泡共振吸收，形成共振散射，这时散射截面远比上述公式给定的大。

### 造影剂制造原则
- 无毒性
- 尺寸小，能通过肺循环
- 相对稳定

## 发展

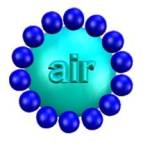
第一代超声造影剂结构图

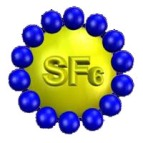
第二代超声造影剂结构图

超声造影剂的研究和应用可以追溯到1968年Gramiak等人描述的心脏内注入盐水后可在主动脉根部得到云状回声对比效果。80年代后期，超声组织定征遇到一定的困难，某些组织即使病理上有区别，它们的超声特性却很相似。为此能增强组织和血液回波能力的超声造影剂受到极大关注。
早期的造影剂，包括含有自由气泡的液体；含有悬浮颗粒的胶状体；乳化液体等。缺点是尺寸大、不稳定、效果差。自由气泡是超声造影剂最简单的形式，中国临床采用过H2O2作为超声造影剂，它进入血液后生成游离氧，多用于心动学中的造影。由于自由气泡尺寸太大很不稳定，不能通过肺循环，不适于心脏造影。含悬浮颗粒的胶状体可用于增强软组织背向散射，且有较好的造影效果，它的存活时间长。但考虑到毒性的影响，只能小剂量使用，限制了其应用范围。脂类化合物作为超声造影剂是从脂肪肝的回波能力增强中得到的启示，它的增强效率较低。由许多化合物组成的水溶液进入人体后，使循环系统的声速和密度随造影剂的浓度发生变化，在脉管和非脉管组织间引起声阻抗差异，从而增强脉管系统的背向散射，但其增强效率太低。
90年代初以来，超声造影剂的研究工作取得了很大的进展。与早期的超声造影剂相比，直径为几个μm的可通过肺循环的包膜超声造影剂的应用效果最佳、应用范围更广、稳定性更好。而同时，世界上一些公司和研究机构研制了不同的超声造影剂，用于动物实验和临床研究的超声造影剂已投放市场。各种造影剂都能不同程度地增强组织的回波能力，并可用于谐波测量与成像。
造影剂的分代是主要是依据微泡内包裹气体的种类来划分的。第一代造影剂微泡内含空气，包膜一般为白蛋白或半乳糖等聚合体。第一代超声造影剂的物理特性，包括包膜较厚，弹性差，而且包裹的空气易溶于水等，决定了它持续时间短，容易破裂，从而限制了临床应用中观察和诊断的时间。第一代造影剂包括Albunex、Echo-vist(SHU-454)和Levovist(SHU-508A),第二代造影剂包括Aerosomes(DMP-115)、EchoGen、Imagent(AFO150)、NC100100、Quantison、Sonovue(BR-1)、AI-700、Bisphere、Sonovist(SHU-563A)、PESDA以及Optison(FS069)。
目前第二代超声造影剂为包裹高密度惰性气体（不易溶于水或血液）为主的外膜薄而柔软的气泡，直径一般在2-5um左右，稳定时间长，振动及回波特性好。第二代造影剂包括Optison、Sonovue、Sonazoid等。
Albunex和Optison已由美国FDA批准临床应用，Echovist和Levovist已由欧洲批准临床应用。
在中国大陆已规模化生产，但目前属于动物实验用产品，仍处于临床前研究阶段的脂质类超声微泡造影剂有CNUCA，包括两种亚型：一种为即用即溶型干粉微泡，一种为冻干微泡前体物质。

## 应用

### 诊断与成像

#### 通过改变背向散射造影
利用超声造影剂可以增强组织的回波能力，提高B超图像的清晰度和对比度。超声造影剂气泡共振时的散射截面高于其几何截面积3个数量级，使强散射信号大大增强。2μm左右的包膜气泡的谐振频率约为3.5MHz，在临床超声频率范围之内。超声造影剂气泡有一定的尺寸分布，其合成共振峰曲线表现为有一定宽度的一个或多个共振峰。在实质器官的诊断中，由于正常组织和肿瘤对某些造影剂的吸收存在差异，造影剂注入后会在这些器官内呈现特定的生物分布，从而增强对肿瘤的检出率。
此外，造影剂还可以通过增强血液的背向散射信号，显示人体内中、小血管的血流，依此判断血管的阻塞情况。然而，虽然造影剂在一定程度上可以增强血液中的背向散射信号，但受噪声的影响仍然很大。并且，由于造影剂会带来声影，限制了超声成像的最大探测程度。目前，对造影剂的超声特性的研究正促使人们寻找造影剂介入的更有效的成像方法。

#### 通过改变衰减系数和声速造影
造影剂的引入必然导致衰减系数的变化，衰减系数的变化将带来超声回波信号的变化，使超声图像发生一定的改变。这些图像已有最初的结果报导，但仍未被临床应用，且超声造影剂的引入也未能使之成为一个有效的研究方向。它对声速的改变只在低频时才比较明显，而低频超声频率将导致空间分辨率的下降，因此利用造影剂改变声速造影受到限制。

#### 非线性效应
气泡在其谐振频率附近作较大幅度振动，必然产生非线性频率成分。由于谐波成像能有效抑制不含造影剂的组织的运动噪声，理论上可以很大幅度的提高信噪比。但是由于目前医学超声采用宽带系统，发射信号中也含有谐波成分，因而难以将发射谐波信号与造影剂非线性产生的谐波分量区分开来，这也是谐波成像的一个主要问题。
如果散射体是运动的，谐振成分也伴随着Doppler频偏。通过谐波或者谐波Doppler的测量与成像可使含有超声造影剂的目标更突出，有效地抑制不含超声造影剂的组织运动引起的杂波。
- 功率模式下的谐波Doppler成像
  - 超声造影剂注入后功率模式下的谐波Doppler方法是目前深部小血管成像的最佳方式；利用超声造影剂注入后增强的组织的回波强度随时间的变化，根据指示剂——稀释原理能反映组织的局部血流灌注；通过对注入超声造影剂的B超图像进行二维时域相关处理，可得到在临床医学中具有重要价值的心腔内消除夹角影响的血流速度分布图；利用超声造影剂注入后的幅度——时间曲线可提取临床上需要的多项生理参数。
- 利用超声造影剂评价组织的血流灌注
  - 体内深部小血管与组织灌注的检测和成像对各有关医学领域均有重大的价值，是当前医学界、生物医学工程和医疗设备等领域所感兴趣的。血流灌注是指组织某体积内的供血情况，因此包括毛细血管中的血流。毛细血管内的血流非常慢，约0.1～2.0mm/s，它产生的Doppler频偏和谱展宽只有几十Hz，最低只有10Hz（若发射超声频率为5MHz），而在常规Doppler系统中，为消除组织或器官的运动，选用的Wall滤波器的最低截止频率一般为100Hz，在这种情况下显然无法测得毛细血管的血流速度。利用超声造影剂注入后增强的组织的回波强度随时间的变化，根据指示剂－稀释原理反映组织的局部血流灌注。利用超声造影剂注入后产生的谐波Doppler信号可以评价组织的血流灌注，其灵敏度等同于Laser Doppler法。功率模式下的谐波Doppler精度更高，可得到肾皮质层中直径小于45 的小动脉的在体成像。

#### 通过声致声发射造影
在现有的超声造影中，声影是造影图象不好的主要限制因素。利用声致声发射事造影剂在声场中崩溃产生随机超声频率，获得更强的非线性，同时可以有效地消除声影。

#### 其他
- 利用超声造影剂进行相关流量测量
  - 将时域方法用于超声流速提取，通过帧与帧之间的散斑跟踪方法获取与夹角无关的血流速度，其精度受到图像低信噪比的严重影响。为解决上述问题，可以往血液中加入超声造影剂增强其背向散射信号。另外，通过对注入超声造影剂的B超图像进行二维时域相关处理，可得到在临床医学中具有重要价值的心腔内消除夹角影响的血流速度分布图。
- 利用超声造影剂注入后的幅度－时间曲线提取生理参数
  - 超声造影剂进入血液后，其浓度、尺寸都会随时间变化，从而引起超声回波强度的变化，利用强度－时间曲线下面的面积可以计算超声造影剂的注入量以及心输出量，并可通过在左心房、主动脉根部注入超声造影剂后颈动脉处测得的强度－时间曲线计算对应的冠状输入函数；通过在左房或左室注入超声造影剂，可利用此曲线的冲洗期计算射血分数。

### 治疗
近年来，超声造影剂在治疗超声领域的应用已经开始被研究。由于超声造影剂中微气泡可加强空化效应，从而促进超声生物效应，因此超声造影剂在超声溶栓、介导基因转移、药物输送（drug delivery）和高强聚焦超声（Hifu）等治疗方向上也开始研究。超声造影剂的应用范围不断扩大，应用价值不断提升。

#### 介导基因转移
低频超声联合超声微泡增强基因转染目前已被国内、外学者所公认，其转染效率较脂质体转染效率略差或相近，但仍明显低于病毒。
　　目前中国大陆已生产有“低频基因转染仪”供超声微泡转基因用，其频率可调，1M Hz~3M Hz。